# Ludwik Janczyszyn
Ludwik Janczyszyn (ur. 11 maja 1923 w Krasnem, zm. 27 lipca 1994 w Gdyni) – polski admirał, oficer piechoty i morski oficer pokładowy. Dowódca Marynarki Wojennej w latach 1969–1986. Poseł na Sejm PRL VI, VII, VIII i IX kadencji (1972–1989), członek Wojskowej Rady Ocalenia Narodowego (1981–1983), ambasador w Syrii i Jordanii (1986–1988).

## Życiorys

### Służba wojskowa
Syn Marii z domu Babuńka i Marcina. W latach 1930–1935 uczył się w Publicznej Szkole Powszechnej w Krasnem, a następnie pracował w prywatnym warsztacie ślusarskim jako uczeń i ślusarz. Od października 1943 działał w partyzantce radzieckiej na Podolu, gdzie pełnił funkcje wywiadowcze w zgrupowaniu gen. Sidora Kowpaka. Od października 1943 do marca 1944 był wcielony do Armii Czerwonej, gdzie służył w tak zwanych istriebitielnych batalionach. W czerwcu 1944 znalazł się w szeregach ludowego Wojska Polskiego. W listopadzie ukończył Oficerską Szkołę Piechoty przy 1 Armii WP i został promowany do stopnia chorążego. Służył jako dowódca plutonu ciężkich karabinów maszynowych, potem kompanii ckm w 1 batalionie 1 Pułku Piechoty 1 Dywizji Piechoty im. Tadeusza Kościuszki. Brał udział w walkach o Warszawę i przełamaniu Wału Pomorskiego. Podczas walk pod Podgajami był jednym z nielicznych pozostałych przy życiu żołnierzy. Był ranny 16 lutego 1945 pod Mirosławcem oraz 16 kwietnia 1945 przy forsowaniu Odry. Od stycznia 1946 jako starszy adiutant 3 batalionu 1 Praskiego Pułku Piechoty brał udział w walkach z oddziałami podziemia niepodległościowego. W latach 1946–1949 studiował w Oficerskiej Szkole Marynarki Wojennej w Gdyni, którą ukończył w stopniu porucznika marynarki, promowany przez ministra obrony narodowej marszałka Polski Michała Rolę-Żymierskiego. W 1949 wyznaczono go pomocnikiem szefa Wydziału Pokładowego Oficerskiej Szkoły Marynarki Wojennej. W 1950 przez krótki czas dowodził trałowcem ORP „Orlik” i brał udział w rozminowaniu wód Bałtyku. W czerwcu 1950 został pełniącym obowiązki zastępcy dowódcy niszczyciela ORP „Błyskawica”. Od listopada 1950 do stycznia 1952 ukończył Wyższy Kurs Akademicki Nawigacji i Artylerii przy Akademii Marynarki Wojennej w Leningradzie. W latach 1952–1954 był oficerem flagowym artylerii i szefem sztabu w Dowództwie Ochrony Wodnego Rejonu Bazy Głównej Marynarki Wojennej w Gdyni. Od listopada 1954 do lipca 1955 był dowódcą Ochrony Wodnego Rejonu Głównej Bazy Marynarki Wojennej. Następnie od września 1955 do grudnia 1956 studiował w  Akademii Marynarki Wojennej ZSRR w Leningradzie. Po powrocie do kraju objął stanowisko szefa Oddziału Szkolenia Bojowego w Sztabie Głównym Marynarki Wojennej (do września 1957), a następnie szefa Oddziału I Operacyjno-Szkoleniowego. W grudniu 1957 został zastępcą szefa Sztabu Marynarki Wojennej, a od listopada 1959 zajmował stanowisko szefa Sztabu – zastępcy dowódcy Marynarki Wojennej. 13 lipca 1960 uchwałą Rady Państwa PRL mianowany na stopień kontradmirała; nominację wręczył mu 20 lipca 1960 w Belwederze Przewodniczący Rady Państwa Aleksander Zawadzki. W 1966 uzyskał tytuł inżyniera nawigatora w Wyższej Szkole Marynarki Wojennej (dawnej OSMW) w Gdyni. Od listopada 1969 do lutego 1986 dowodził Marynarką Wojenną, obejmując to dowództwo po wiceadmirale Zdzisławie Studzińskim. 6 października 1970 uchwałą Rady Państwa PRL mianowany na stopień wiceadmirała. Akt nominacyjny otrzymał 10 października 1970 w Belwederze z rąk przewodniczącego Rady Państwa PRL marszałka Polski Mariana Spychalskiego. W 1975 odbył kurs przeszkolenia operacyjnego w Akademii Marynarki Wojennej w Leningradzie. Z kolei 5 października 1978 uchwałą Rady Państwa PRL mianowany na stopień admirała. Ludwik Janczyszyn to pierwszy żołnierz w historii Polski awansowany na stopień admirała. Akt nominacyjny otrzymał 11 października 1978 w Belwederze z rąk przewodniczącego Rady Państwa PRL prof. Henryka Jabłońskiego.
Należał do rocznika pierwszej powojennej promocji w Marynarce Wojennej, który przygotowywany był do przejęcia najwyższych stanowisk w morskim rodzaju Sił Zbrojnych od oficerów przedwojennych i radzieckich. Był admirałem najdłużej sprawującym funkcję dowódcy Marynarki Wojennej (17 lat). Wprowadził do linii pierwsze okręty trzeciej i czwartej generacji. Jako dowódca zespołu okrętów stał na czele wizyt kurtuazyjnych polskiej Marynarki Wojennej w Portsmouth w Wielkiej Brytanii (8–11 września 1955) oraz w bazie morskiej Brest we Francji (6–10 lipca 1959). 

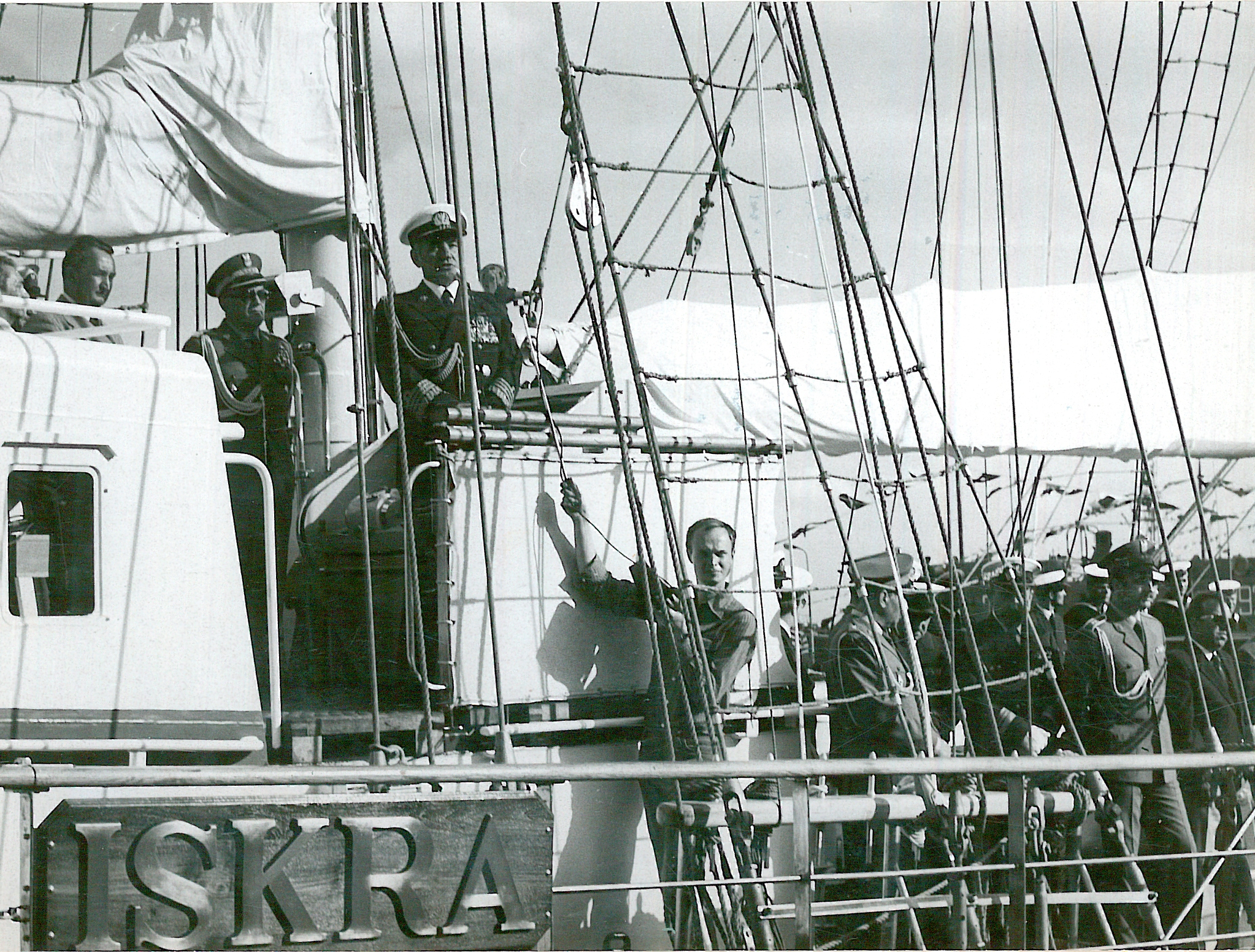
Przemówienie admirała Ludwika Janczyszyna i gen. broni Floriana Siwickiego, 1982

Od października 1946 był członkiem Polskiej Partii Robotniczej, a od 1948 Polskiej Zjednoczonej Partii Robotniczej. Wieloletni członek Komitetu Partyjnego Marynarki Wojennej. Sprawował funkcję zastępcy członka Komitetu Centralnego PZPR (1971–1986) oraz członka Prezydium Komisji Ideologicznej i członka Komisji Morskiej Komitetu Centralnego PZPR. Był delegatem na VI (1971), VII (1975), VIII (1980) i IX (1981) Zjazd partii. W latach 1981–1983 był członkiem Komisji KC PZPR powołanej dla wyjaśnienia przyczyn i przebiegu konfliktów społecznych w dziejach Polski Ludowej. Sprawował mandat posła na Sejm PRL VI, VII, VIII i IX kadencji (1972–1989). W latach 1974–1990 wchodził także w skład Rady Naczelnej ZBoWiD.
Podczas stanu wojennego wszedł w skład Wojskowej Rady Ocalenia Narodowego. W lipcu 1986 Rada Państwa PRL mianowała go ambasadorem nadzwyczajnym i pełnomocnym w Syryjskiej Republice Arabskiej, a w październiku 1986 także Haszemidzkim Królestwie Jordanii. Pod koniec 1988 został odwołany ze stanowiska i pozostawał w dyspozycji Ministra Obrony Narodowej. 7 listopada 1989 został oficjalnie pożegnany przez ministra obrony narodowej gen. armii Floriana Siwickiego w związku z zakończeniem zawodowej służby wojskowej. Na mocy rozkazu personalnego MON z 2 grudnia 1989 przeniesiony w stan spoczynku z dniem 9 lutego 1990.
Zmarł 27 lipca 1994 w Gdyni. Pochowany na cmentarzu Witomińskim w Gdyni (kwatera 50-8-4).

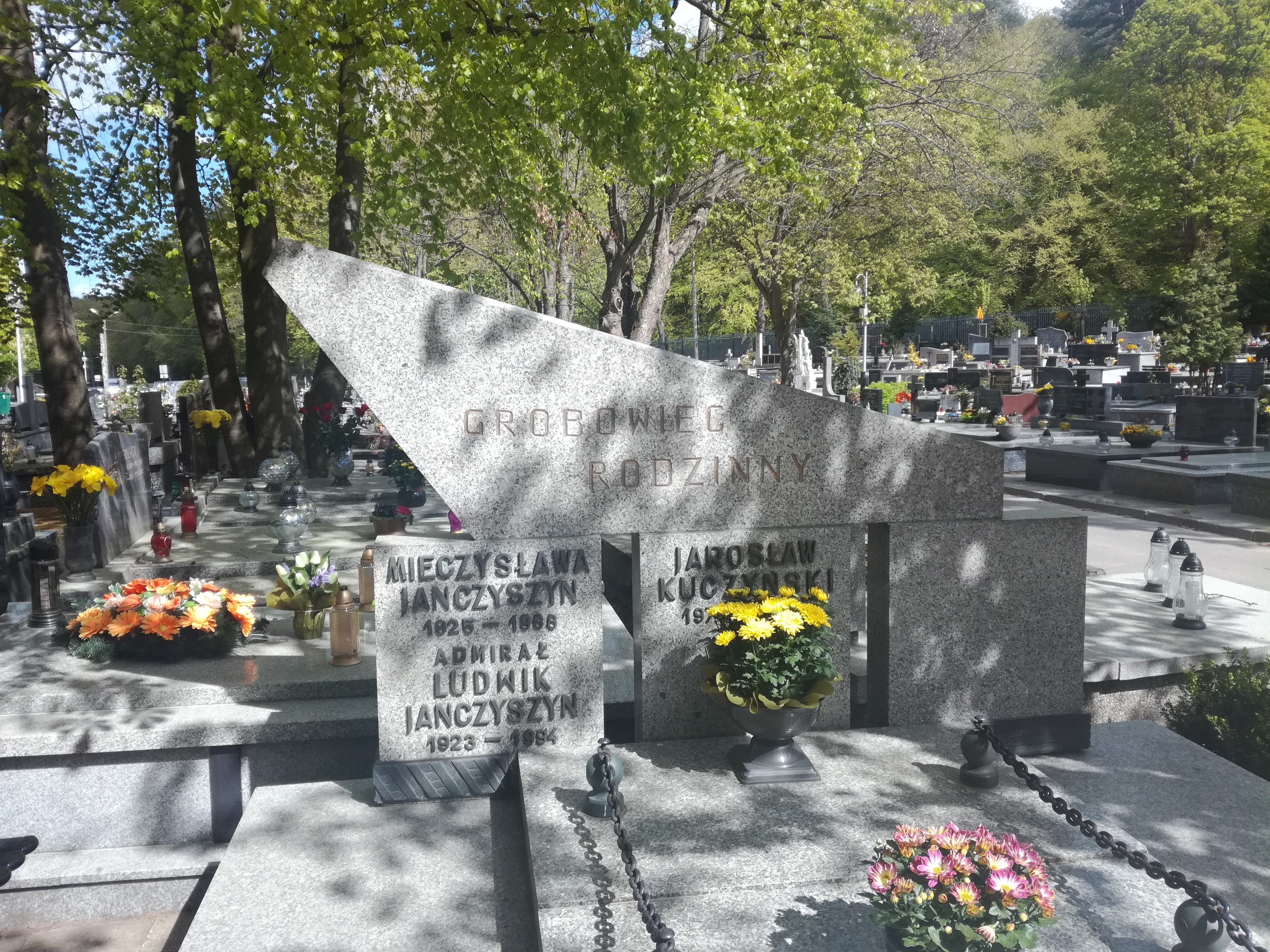
Grób admirała Ludwika Janczyszyna na cmentarzu Witomińskim

### Awanse
- chorąży – 1944
- podporucznik – 1946
- porucznik marynarki – 1949
- kapitan marynarki – 1952
- komandor podporucznik – 1953
- komandor porucznik – 1954
- komandor – 1955
- kontradmirał – 1960
- wiceadmirał – 1970
- admirał – 1978

## Życie prywatne
Mieszkał w Gdyni. Od 1948 żonaty z Mieczysławą z domu Bilicką (1925–1988). Małżeństwo miało dwie córki.

## Odznaczenia
- Order Krzyża Grunwaldu III klasy (1946)
- Order Sztandaru Pracy I klasy (1973)[7]
- Order Sztandaru Pracy II klasy (1963)
- Krzyż Komandorski z Gwiazdą Orderu Odrodzenia Polski (1989)
- Krzyż Komandorski Orderu Odrodzenia Polski (1968)
- Krzyż Kawalerski Orderu Odrodzenia Polski (1959)
- Krzyż Walecznych (1946)
- Złoty Krzyż Zasługi (1954)
- Srebrny Medal „Zasłużonym na Polu Chwały” (1946)
- Medal 10-lecia Polski Ludowej (1954)
- Medal 30-lecia Polski Ludowej (1974)
- Medal 40-lecia Polski Ludowej (1984)
- Medal za Odrę, Nysę, Bałtyk
- Medal Zwycięstwa i Wolności 1945
- Złoty Medal „Siły Zbrojne w Służbie Ojczyzny” (1968)
- Srebrny Medal „Siły Zbrojne w Służbie Ojczyzny”
- Brązowy Medal „Siły Zbrojne w Służbie Ojczyzny”
- Medal „Za udział w walkach o Berlin”
- Złoty Medal „Za zasługi dla obronności kraju” (1973)
- Srebrny Medal „Za Zasługi dla Obronności Kraju”
- Brązowy Medal „Za Zasługi dla Obronności Kraju”
- Medal Komisji Edukacji Narodowej (1973)
- Odznaka „Zasłużony Działacz Kultury Fizycznej” (1973)[8]
- Złota Odznaka honorowa „Zasłużony Pracownik Morza” (1968)[9]
- Odznaka Grunwaldzka
- Złoty Medal „Za Zasługi dla Ligi Obrony Kraju”
- Honorowa Odznaka 30-lecia PPR (1972)[10]
- Odznaka honorowa „Za zasługi dla Gdańska” (1960)[11]
- Srebrna odznaka honorowa „Za Zasługi dla Warszawy” (1965)[12]
- Medal „Za zasługi dla Pomorskiego Okręgu Wojskowego”
- Wielki Oficer Orderu Korony (Belgia, 1977)
- Medal „Za umacnianie braterstwa broni” (Bułgaria, 1980)
- Medal „Za umacnianie Przyjaźni Sił Zbrojnych” I stopnia (Czechosłowacja, 1980)
- Medal „Za umacnianie Przyjaźni Sił Zbrojnych” II stopnia (Czechosłowacja, 1970)
- Medal „Za dzielność” (Czechosłowacja)
- Medal jubileuszowy „30 lat Narodowej Armii Ludowej” (Niemcy Wschodnie, 1986)[13]
- Złoty Medal Braterstwa Broni (Węgry)
- Order Czerwonego Sztandaru (Związek Radziecki, 1968)
- Order Przyjaźni Narodów (Związek Radziecki, 1973)
- Medal „Za zdobycie Berlina” (Związek Radziecki)
- Medal „Za wyzwolenie Warszawy” (Związek Radziecki)
- Medal „Za umacnianie braterstwa broni” (Związek Radziecki)
- Medal jubileuszowy „Dwudziestolecia zwycięstwa w Wielkiej Wojnie Ojczyźnianej 1941–1945” (Związek Radziecki)
- Odznaka „25 lat Zwycięstwa w Wielkiej Wojnie Ojczyźnianej” (Związek Radziecki, 1970)[14]
- Medal jubileuszowy „Trzydziestolecia zwycięstwa w Wielkiej Wojnie Ojczyźnianej 1941–1945” (Związek Radziecki, 1975)
- Medal jubileuszowy „Czterdziestolecia zwycięstwa w Wielkiej Wojnie Ojczyźnianej 1941–1945” (Związek Radziecki, 1985)
- Medal jubileuszowy „60 lat Sił Zbrojnych ZSRR” (Związek Radziecki, 1979)
- inne medale i odznaczenia jubileuszowe i pamiątkowe państw socjalistycznych, organizacyjne i regionalne